# 布阿萊區
布阿萊區是索馬利亞的一個區，位於該國南部的中朱巴州，首府為布阿萊。

## 外部鏈結
- 布阿萊區行政區域圖[永久]